# Mebere
Mebere, tudi Mebeghe, Maböge, je bog neba in bog stvarnik pri Fangih v Gabonu, Gvineji in Kamerunu ter obenem Anrendorin brat in mož. S svojo mamo, boginjo zemlje Alonkok, je spočel boga dežja Nzameja. Mebere je iz ilovice ustvaril kuščarje in jih nato v vodi spremenil v ljudi. 